# Юнкер (аристократ)
Ю́нкери (нім. Junker, від Juncherre, Jungherr, «молодий пан», «молодик») — у ХІХ — ХХ столітті німецькі шляхтичі-землевласники (переважно, колишнє сільське заможне лицарство, зем'яни) в регіоні на схід від Ельби, насамперед в Пруссії. Предикат при звертанні: ч. Junker (Jkr.), ж. Junkfrau (Jkfr.). У Нідерландах юнкер (нід. Jonkheer) — нижчий дворянський титул, рівний британському есквайру.

## Історія юнкерства в Німеччині

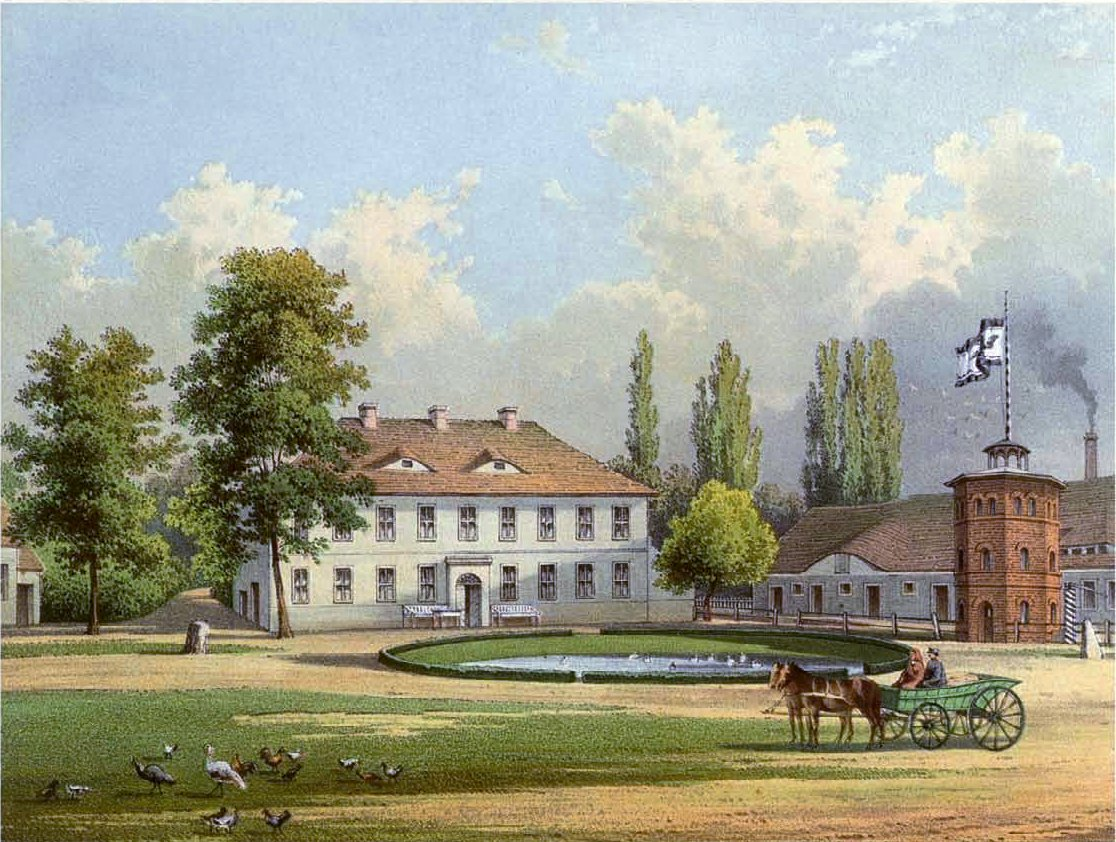
Маєток Зеллендорф (Бранденбург).
б. 1860. Худ. Александр Дункер

Слово «юнкер» походить від середньоверхньонімецького Juncherre , що означає «молодий дворянин»  або «молодий пан» (похідне від jung та Herr ), і спочатку це був титул членів вищої знаті edelfrei ( безпосередньої ) без або до нагородження . Він розвинувся до загального позначення молодого або менш знатного дворянина, часто бідного та політично незначного, якого розуміли як «сільського зброєносця » (пор. перевдягання Мартіна Лютера під «юнкера Йорга» у Вартбурзі ; пізніше він насміхався з короля Англії Генріха VIII як «Юнкер Хайнц»  ). Як частина знаті, багато юнкерських родин мали лише прийменники, такі як von або zu, перед своїми прізвищами без подальших рангів. Скорочення титулу — Jkr., яке найчастіше ставиться перед іменем та титулами, наприклад: Jkr. Heinrich von Hohenberg. Жіночий еквівалент Junkfrau (Jkfr.) використовувався лише епізодично. У деяких випадках почесне звання Jkr. також використовувався для Freiherren (Баронів) і Grafen (Графів).
Значна кількість бідніших юнкерів розпочала кар'єру солдатів ( фаненюнкерів ), найманців та чиновників ( гофюнкерів , камерюнкерів ) при дворі територіальних князів . Ці родини здебільшого були частиною середньовічного німецького Ураделя та продовжували колонізацію та християнізацію північно-східних європейських територій під час Остзідлунгу . Протягом століть вони стали впливовими полководцями та землевласниками, особливо на землях на схід від річки Ельба в Королівстві Пруссія. 
Як земельні аристократи, юнкери володіли більшістю орних земель у Пруссії. Будучи оплотом правлячого дому Гогенцоллернів , юнкери контролювали прусську армію , лідируючи за політичним впливом і соціальним статусом , а також володіючи величезними маєтками, що оброблялися орендарями. Вони були розташовані переважно у північно-східній половині Німеччини (тобто у прусських провінціях Бранденбург , Померанія , Сілезія , Західна Пруссія , Східна Пруссія та Познань ). Це контрастувало з переважно католицькими південними державами , такими як Королівство Баварія або Велике герцогство Баден , де земля належала дрібним фермам, або змішаним сільським господарством західних держав, таких як Велике герцогство Гессен або навіть прусські провінції Рейнська та Вестфальська . 
Юнкери сформували згуртовану еліту. Їхнім завданням було зберегти своє панування в сучасній державі, що розвивалася, зі зростаючим середнім та робітничим класом.. Найвідомішим провідником політики юнкерства був Отто фон Бісмарк.